# 나시 르막
나시 르막(말레이어·인도네시아어: nasi lemak)은 말레이시아의 코코넛밥이다. 말레이시아, 인도네시아(수마트라섬), 브루나이, 싱가포르, 태국(남부), 필리핀(방사모로) 등 동남아시아 지역 및 인접한 오스트레일리아(크리스마스섬과 코코스제도) 지역에서 먹는 대표적인 말레이 요리이며, 말레이시아의 국민 음식 가운데 하나로 여겨진다.

## 이름
말레이어 "나시(nasi)"는 "밥"을, "르막(lemak)"은 "기름" 또는 "지방"을 뜻한다. "기름진 밥"이라는 뜻으로, 코코넛밀크를 넣어 지은 밥이 물에 지은 밥보다 기름지고 부드럽기 때문에 이런 이름이 붙었다.

## 만들기
씻은 쌀에 코코넛밀크를 붓고 판단 잎을 넣어 쌀밥을 짓는다. 판단 잎 외에 레몬그래스나 생강을 넣기도 한다.
이렇게 지은 나시 르막은 전통적으로 삼발, 오이, 튀긴 멸치, 튀긴 땅콩, 삶은 달걀과 함께 낸다. 닭튀김이나 생선튀김, 커리, 른당 등과 내기도 한다.
음식점에서나 길거리 음식 가판대에서는 흔히 바나나잎에 싸서 내며, 음식점에서 아라카르트식으로 접시에 담아 판매하기도 한다.

## 같이 보기
- 나시 구리
- 나시 다강
- 나시 리웟
- 나시 우둑
- 나시 쿠닝
- 카오 니아오 마무앙
- 키리바트